# Frontera entre Indonesia y Filipinas

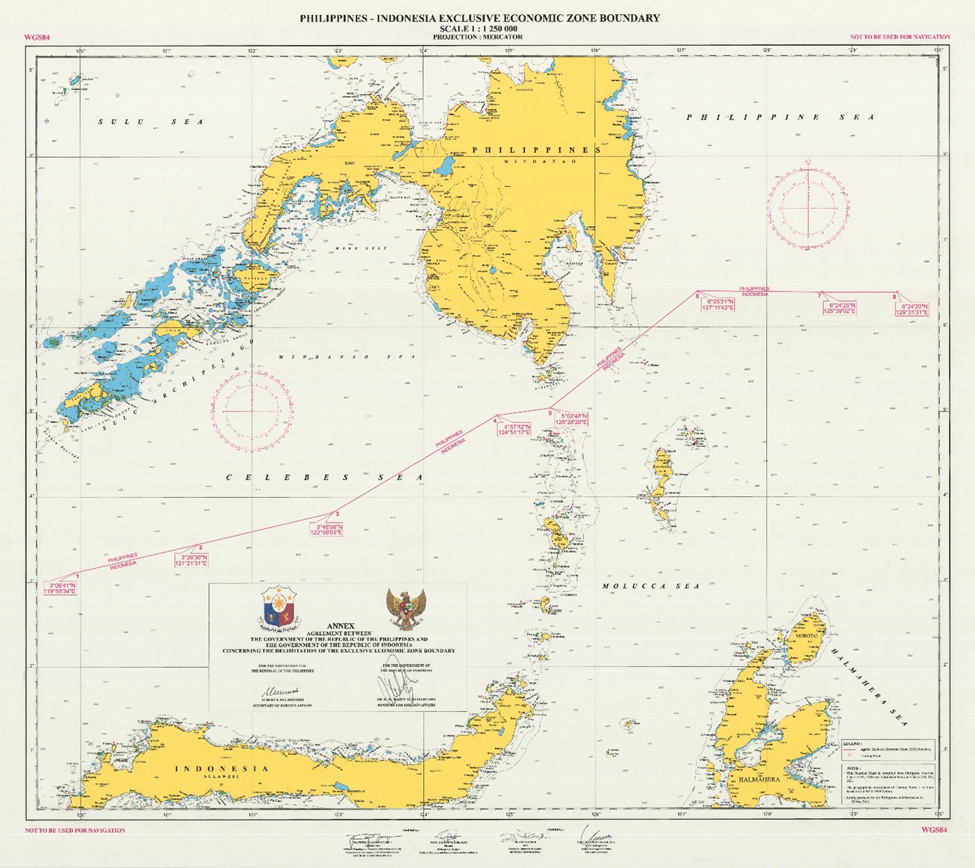
Frontera de la zona económica exclusiva de Indonesia y Filipinas

La frontera entre Indonesia y Filipinas consiste en un límite marítimo principalmente en el Mar de Célebes que separa a los dos países del sudeste asiático según lo definido a través de un pacto firmado por ambas partes en 2014. La frontera es también el límite de la Zona Económica Exclusiva (ZEE) entre Indonesia y Filipinas, que está delimitada a través de ocho puntos de coordenadas geográficas. Tiene una longitud de 1.162,2 kilómetros (627,5 millas náuticas), y se divide a través del Mar de Célebes hasta el Mar de Filipinas .